# Storia della bambina perduta
Storia della bambina perduta è un romanzo del 2014 della scrittrice Elena Ferrante e pubblicato in Italia da E/O, precisamente il 29 ottobre 2014. È il quarto e ultimo romanzo della tetralogia de L'amica geniale, preceduto da Storia di chi fugge e di chi resta, pubblicato nel 2013.
Il libro è stato finalista all'edizione del 2015 del Premio Strega.

## Trama
Dopo aver passato due passionali e felici settimane in Francia con Nino, Elena tornando scopre che l'uomo non ha mai realmente lasciato la moglie come le aveva detto ma, accecata dalla passione, decide comunque di restare con lui e tornare a Napoli a vivere in un appartamento in affitto, seppur egli faccia la spola tra casa di Lenù e quella di Eleonora. Qui resta nuovamente incinta, stavolta di Nino, così come Lila resta incinta di Enzo, e le due danno alla luce le figlie a tre settimane di distanza (la stessa differenza d'età tra le due protagoniste). Entrambe le chiamano come le rispettive madri, ovvero Imma e Tina (da Nunziatina, diminutivo di Nunzia, nome della madre di Lila); Immacolata, la mamma di Elena, dopo poco dalla nascita della nipote muore di cancro. 
Successivamente, la donna apprende che Nino l'ha tradita costantemente e ha anche cercato di riaccendere una relazione con Lila, quindi lo lascia e torna con le figlie a vivere nel rione in un appartamento sotto quello dell'amica. Le due rafforzano in breve la loro amicizia.
La violenza nell'ambiente del rione si fa sempre più brutale: Alfonso Carracci viene ucciso a bastonate a causa della sua omosessualità, mentre l'ostilità dei fratelli Solara verso Lila aumenta. Quest'ultima ed Elena scrivono un articolo di denuncia contro i due, che ora gestiscono il traffico dell'eroina nel rione. Il merito dell'articolo viene attribuito quasi completamente a Elena, che ha appena pubblicato un terzo libro ed è l'unica di cui appariva la firma alla fine dell'editoriale. Nella spirale della droga cadono anche Rino e Gennaro, rispettivamente fratello e figlio di Lila. Il primo muore tempo dopo per overdose, mentre Lila ed Enzo riescono a obbligare Gennaro a disintossicarsi. 
Il 16 settembre 1984 la vita delle due amiche viene segnata da un tragico evento: in concomitanza con una visita di Nino al rione su richiesta di Elena, a causa della breve disattenzione degli adulti, Tina scompare mentre le famiglie si trovano in una fiera domenicale per strada. Nonostante le ampie ricerche da parte di tutta la popolazione e le ipotesi su quello che le possa essere successo (le più probabili delle quali ritengono sia stata investita e trascinata via da un camion, oppure rapita dagli zingari), la bambina non verrà mai più ritrovata né si saprà mai quello che le è successo. L'accaduto getta nel dolore Enzo e Lila: quest'ultima perde gradualmente il controllo che aveva assunto sul rione e subisce un decadimento fisico e mentale, tanto che, dopo qualche tempo, i due si separano. Intanto, anche i Solara restano vittime della violenza del paese, venendo assassinati davanti alla chiesa. Qualche anno dopo la scomparsa di Tina, cominciano ad esserci tensioni tra le due figlie maggiori di Elena: Elsa, conoscendo i sentimenti di Dede, scappa con Gennaro a Genova, causando una frattura con la sorella, che amareggiata andrà in America dal padre. Dopo anni di tira e molla con Gennaro, Elsa lo lascia definitivamente e anche lei va in America. Negli anni novanta Nino viene arrestato per lo scandalo delle mani pulite.
Nel 1995 Elena si trasferisce via dal rione, mentre Lila reprime il dolore con ricerche minuziose sulla storia di Napoli, e nel frattempo l'amica diventa nonna con i figli di Dede ed Elsa, che si sono sposate negli Stati Uniti. Anni dopo, nel 2007, Elena infrange una promessa fattale anni prima scrivendo un racconto sulla storia della loro amicizia: l'opera la rilancia al successo ma allo stesso tempo porta alla definitiva rottura con Lila.
Nel 2010 Gennaro contatta Elena per informarla della scomparsa di Lila. Il giorno dopo, la donna riceve un pacchetto contenente due bambole, Tina e Nu, le stesse che lei e l'amica avevano apparentemente perduto da bambine per mano di Don Achille. Elena capisce che Lila si è finalmente liberata dai "margini" che l'hanno intrappolata fin da bambina per poter liberarsi nel mondo, ma anche che non la rivedrà mai più.

## Personaggi principali
- Elena Greco (Lenuccia o Lenù), voce narrante e protagonista. Dopo aver lasciato il marito e le figlie, parte con Nino per andare a una conferenza e poi per passare tanto tempo sola con lui, a Montpellier, in Francia. Si trasferisce con le figlie a Napoli, in via Petrarca, in una casa di lusso procurata da Nino, il quale però non ha mai lasciato la moglie e anzi ha avuto un altro figlio da lei. Dopo un viaggio con lui a New York, scopre di essere incinta. Durante questi mesi, si occupa di sua madre, ormai gravemente malata di cancro e prossima a morire, con la quale risana il rapporto burrascoso che c'era sempre stato. Partorisce una femmina e la chiama Immacolata (detta "Imma") come la mamma, che muore pochi giorni dopo. Dopo essersi resa conto che Nino la tradisce continuamente e nello specifico non ha mai dimenticato Lila, tentando di tornarci insieme, torna a vivere al rione nell'appartamento sotto quello dell'amica. In questo periodo si realizza pienamente come scrittrice. Il suo libro riscuote molto successo, viene pubblicato in tutto il mondo ed è spesso invitata a conferenze e promozioni. Nonostante ciò deve affrontare molte difficoltà personali, alcune legate al rione e altre legate al rapporto burrascoso con le figlie maggiori. In età avanzata, dopo aver affrontato tante difficoltà decide di abbandonare il rione per sempre e si trasferisce nella tranquilla Torino, dove vivrà per tutta la vecchiaia. Alla fine del romanzo, ferita dalla scomparsa di Lila che ha scelto di cancellarsi e di tagliarla fuori dalla sua vita, decide di scrivere un libro sulla loro amicizia intitolato Un'amicizia che diventerà la sua opera più importante.
- Raffaella Cerullo (Lila o Lina), migliore amica di Elena e coprotagonista. Madre di Gennaro (avuto dal suo matrimonio tormentato con Stefano), rimane successivamente incinta di Enzo. Ha una femmina che chiama Nunzia (detta "Tina"), anche lei come la madre. Durante questi anni vari fatti sconvolgeranno la sua vita: la continua lotta con Michele Solara, che arriverà a un litigio violento; la morte dell'amico Alfonso, ucciso perché omosessuale, il cui corpo viene ritrovato in spiaggia da lei e da Enzo; la scoperta che Gennaro si droga e che a iniziarlo all'eroina è stato proprio lo zio di cui porta il nome, Rino, l'adorato fratello; la morte per overdose di quest'ultimo e la scomparsa di Tina. La bambina infatti, a tre anni e mezzo, una domenica mattina (16 settembre 1984) sparisce nel nulla e di lei si perdono tutte le tracce. Da questa ferita Lila non si riprenderà mai più: inizia a litigare con tutti, specialmente con Enzo che non accetta la scomparsa della figlia e la lenta distruzione del loro rapporto solido. La donna inizia a dire di voler sparire nel nulla, disperdere per sempre le sue tracce, cosa che accadrà nel 2010, quando lei ha ormai sessantasei anni. Proprio come la figlia, non tornerà mai più, né viva né morta e Gennaro, che ormai è un uomo di quarantasei anni, dopo un primo momento di disperazione, fa uscire la madre dalla sua testa definitivamente. Elena invece riceve un ultimo regalo da Lila: le bambole Tina e Nu, avvolte in un foglio di giornale. Dopo quest'avvenimento, anche l'amica di sempre si rassegna al fatto che non la rivedrà mai più.
- Enzo Scanno, compagno di Lila e padre di Tina. È un uomo molto intelligente, prende da privatista il diploma di perito industriale e, dopo anni, apre insieme a Lila un'azienda informatica che chiamano "Basic Sight". Grazie a questa riescono a fare molti soldi, diventando tra i più ricchi del rione. Ha con Lila un rapporto solidissimo, basato sulla fiducia reciproca e il rispetto. Quando diventa padre di Tina, si mostra con la figlia affettuosissimo e pieno di attenzioni. Anche se Gennaro non è figlio suo, ama il ragazzo come se lo fosse, preoccupandosi a morte quando scopre che si droga. Adora Lila e per lei è disposto a fare qualsiasi cosa. Ma la sua vita si guasterà del tutto dopo la scomparsa della bambina, arrivando a continui litigi con la donna, fino a lasciarla nella primavera del 1992. Con approvazione di Lila, venderà la loro azienda per qualche milione di lire, pur sostenendo che ne valga un miliardo.
- Michele Solara, storico nemico di Lila, gestisce nel rione lo spaccio di droga, che arriva a diffondersi anche nelle scuole e nei giardinetti, dove si trovano continuamente siringhe usate. È violento, prepotente e sadico. È anche la causa delle sofferenze di Alfonso Carracci tanto che, durante il suo funerale, Lila lo rimprovera amaramente e lui per ripicca le sferra un pugno in piena faccia (cosa incredibile, considerando che lui diceva che avrebbe spezzato le ossa) e arriva a minacciare di levarle tutto quello che ha: Enzo, Gennaro e Tina. Morirà insieme al fratello di fronte alla chiesa del rione, in seguito a una sparatoria, di cui non si scoprirà mai il vero colpevole.

## Edizione
- Elena Ferrante, Storia della bambina perduta, Edizioni E/O, Roma, 2004,  p. 451, ISBN 9788866325512.

## Accoglienza

### Critica
Così come i tre romanzi precedenti, Storia della bambina perduta è stato accolto con calore dalla critica italiana e internazionale, conquistando pienamente gli Stati Uniti. Per il New York Times Michiko Kakutani ha apprezzato lo stile quasi musicale del romanzo e ha paragonato la Ferrante al premio Nobel Alice Munro nella sua capacità di catturare la stoffa del quotidiano femminile. Alex Clark ha anche lodato il cambiamento di tono, ora più sinistro, e la maggiore introspezione psicologica.

Il New York Times ha poi scritto, appena in seguito all'uscita del romanzo ma riguardo a tutta la tetralogia:
Nulla di ciò che leggiamo a proposito dell'opera di Elena Ferrante ci prepara alla ferocia dei suoi romanzi… Narrano una storia di donne con tale sincerità che, più che osservare una vita, sembra quasi di sperimentarla in prima persona.
Così anche il New Yorker ha recensito:
Quando leggo [i romanzi di Elena Ferrante] vorrei non smettere mai. Mi irritano gli ostacoli - il mio lavoro, gli incontri in metropolitana - che rischiano di tenermi lontana dai suoi libri. Mi dispero quando devo separarmene (come potrò mai aspettare un anno prima di poter leggere il prossimo?). Sono preda di un desiderio vorace di continuare a leggere.
Inoltre, a proposito del romanzo, Roberto Saviano, presentatore dell'edizione del 2015 del Premio Strega, scherzando ha detto sul palco, rivolgendosi direttamente a lei: "La tua partecipazione romperebbe gli equilibri di un gioco scontato!".

## Riconoscimenti
- 2015 – Premio Strega
  - Finalista a Elena Ferrante[8]
- 2016 – International Booker Prize
  - Finalista a Elena Ferrante[9]
- 2016 – Independent Publisher Book Award
  - Medaglia d'oro a Elena Ferrante[10][11]